# 이영남
이영남(李英男, 1563년 ~ 1598년)은 충청북도 진천군 출생의 조선 중기의 무신이다. 본관은 양성이다.
옥포만호, 가리포첨사 등을 지낸 무신.
1583년(선조 16) 무과에 급제하였으며 1592년(선조 25) 임진왜란 때 옥포만호로서 원균(元均)을 도와 적을 방어하고, 이어 정유재란 때 가리포첨사로서 조방장을 겸임하여 삼도수군통제사 이순신(李舜臣)의 휘하에서 진도해전에 공을 세웠다. 이어 노량해전에서 적을 맞아 싸우다 
적탄에 맞아 36세의 나이에 전사하였다. 
1621년(광해군 13) 병조참판에 추증되었다.

## 사후
묘소는 충청북도 진천군 덕산면에 있으며 가리포첨사로 노량해전에 참여했고 전라남도 완도군 고금도 충무사에 이순신과 함께 모셔져 있다.

## 관련 작품
- 《불멸의 이순신》 (KBS1, 2004년~2005년, 배우:유태웅)